# Слюдянка (Мамско-Чуйский район)
Слюдя́нка — посёлок в Мамско-Чуйском районе Иркутской области России. Входит в Луговское муниципальное образование.

## География
Находится на левом берегу реки реке Мама, при впадении в неё реки Малая Слюдянка, в 13 км к юго-западу от рабочего посёлка Луговский. Через Слюдянку проходит автодорога 25Н-328 Мама — Горно-Чуйский.

## Население
| 2002 | 2010 | 2011 | 2012 | 2021 |
| ---- | ---- | ---- | ---- | ---- |
| 188  | ↘11  | →11  | ↘5   | →5   |

## Современное состояние посёлка
После выселения жителей и придания посёлку статуса нежилого (2005 год) в посёлке остались три человека. В данный момент на территории покинутого людьми посёлка остались склад дорожников и ЛЭП Мама — Согдиондон. Жители были переселены в соседний посёлок Луговский. Местные жители считали это переселение бесперспективным, так как Луговский также находится на грани ликвидации.

## История
Слюдяной промысел в Мамско-Чуйском районе начался с 1689 года, когда казак Пётр Дураков открыл там слюду. В 1700 году Петру I была отправлена челобитная о разрешении добычи слюды, и уже в 1707 году добыча слюды достигла около 20 тонн. В годы Советской власти была основана Слюдянская геологическая партия в составе Мамско-Чуйской геологоразведочной экспедиции на базе треста Сибгеолнедруд и Витимо-Патомской экспедиции Иркутского геологического управления. Она нашла слюду, и при руднике в 1931 году был создан посёлок Слюдянка. Наибольшего расцвета Слюдянка достигла в 1950—1970-е годы. Однако потребность в слюде сократилась в связи с применением новых материалов в радиопромышленности, и в 1994 году поиски и разведка слюды были прекращены. В связи с этим отпала необходимость в населённых пунктах в данном районе, и посёлки Слюдянка, Горно-Чуйский, Согдиондон мало-помалу забрасываются.